# علی الشعله
علی الشعله (انگلیسی: Ali Al-Shoalah؛ زادهٔ ۲۹ اکتبر ۱۹۸۸) یک ورزشکار اهل عربستان سعودی است.
از باشگاه‌هایی که در آن بازی کرده‌است می‌توان به باشگاه فوتبال الفیصلی عربستان سعودی اشاره کرد.